# Przełęcz Regetowska
Przełęcz Regetowska (słow. Sedlo Regetovská voda, 646 m n.p.m.) – przełęcz w Beskidzie Niskim, na granicy Polski i Słowacji.
Przełęcz Regetowska rozdziela szczyty Jaworzyna Konieczniańska (881 m n.p.m.) i Obycz (Obič, Karkuláž – 788 m n.p.m.). Dzieli pasma Gór Hańczowskich po stronie polskiej i Busova po stronie słowackiej. Przez przełęcz biegnie droga gruntowa z polskiej wsi Regietów do słowackiej wsi Regetovka.
Do roku 2007 na przełęczy działało turystyczne przejście graniczne.
Poprzednią (patrząc od zachodu) przełęczą w granicznym łańcuchu Karpat jest Przełęcz Wysowska, następną – Przełęcz Dujawa.

## Piesze szlaki turystyczne
– żółty szlak Wysowa-Zdrój – Blechnarka – Przełęcz Wysowska (610 m n.p.m.) – Przełęcz Regetowska (646 m n.p.m.) – Regietów
 – niebieski szlak Ropki – Huta Wysowska – Wysowa-Zdrój – Przełęcz Regetowska (646 m n.p.m.) – Jaworzyna Konieczniańska (881 m n.p.m.) – Konieczna
  – słowacki czerwony szlak Staviská – Regetovská voda (sedlo) – Javorina
  – słowacki zielony szlak Regetówka – Regetovská voda (sedlo).